# Pierre Lemaitre
Pierre Lemaitre (født 19. april 1951 i Paris) er en fransk forfatter, der i 2013 modtog Goncourtprisen for romanen Vi ses deroppe (Au revoir là-haut).
Lemaitre har udgivet en række kriminalromaner med kommissær Camille Verhoeven som en central figur.

### Verhoeven-serien
| Udgivelsesår | Fransk titel   | Dansk titel |
| ------------ | -------------- | ----------- |
| 2013         | Alex           | Alex        |
| 2014         | Travail soigné | Irene       |
| 2015         | Sacrifices     | Camille     |
| 2015         | Rosy & John    | Rosy & John |

- Iréne (nr 1 i Verhoeven trilogien)
- Alex (nr 2 i Verhoeven trilogien)
- Camille (nr 3 i Verhoeven trilogien)
- Rosy & John (tillæg til serien)

### Trilogi om mellemkrigstiden
| Udgivelsesår | Fransk titel           | Dansk titel      |
| ------------ | ---------------------- | ---------------- |
| 2014         | Au revoir là-haut      | Vi ses deroppe   |
| 2018         | Couleurs de l’incendie | Flammernes farve |

### Andre
| Udgivelsesår | Fransk titel           | Dansk titel        |
| ------------ | ---------------------- | ------------------ |
| 2015         | Robe de marié          | Brudekjolen        |
| 2017         | Cadres noirs           | Et beskidt job     |
| 2017         | Trois jours et une vie | Tre dage og et liv |